# Prix Mauvais genres
Le prix Mauvais genres est un prix littéraire français créé en 2012 par France Culture et le magazine Le Nouvel Observateur. Il récompense chaque année un ouvrage de fiction, et un de non-fiction, « qui répondent à l’esprit « Mauvais Genres » tel qu’il est défendu et illustré dans l’émission du même nom produite par François Angelier de 22 h à minuit sur France Culture ». 
En 2013, le magazine partenaire est le supplément gratuit Obsession, du Nouvel Observateur, puis en 2015, son supplément le Magazine O.
Le Prix a également donné naissance à un festival, le Festival Mauvais genres.
Le prix littéraire est « suspendu » après l'édition 2015.

## Liste des lauréats

### 2012[5]
- Catégorie Fiction

Cécile Coulon pour Le Roi n'a pas sommeil (éd. Viviane Hamy)
Ouvrages sélectionnés : 
Une semaine de vacances, Christine Angot (éd. Flammarion) - Une collection très particulière, Bernard Quiriny (éd. Seuil) - Petite table sois mise !, Anne Serre (éd. Verdier) - Travesti, David Dumortier (éd. Le Dilettante)
- Catégorie Non-Fiction

Anne Carol pour Physiologie de la veuve (éd. Champ Vallon) 
Ouvrages sélectionnés :
Kick Out The Jams, Motherfuckers!, Pierre Mikaïloff (éd. Camion Blanc)  - Steve Ditko, l'artiste aux masques, Tristan Lapoussière (les Moutons électriques) - Œuvres érotiques, Pierre Louÿs (Éditions Bouquins).
- Jury

Président : Jean-Pierre Dionnet. Et Sandrine Treiner, François Angelier, Anaïs Kien, et Jean-Baptiste Thoret pour France Culture ; Éric Aeschiman, David Caviglioli, Joseph Ghosn, Philippe Azoury, Marjolaine Jarry et Grégoire Lemenager pour le Nouvel Observateur

### 2013[1]
- Catégorie Fiction

Alexandre Mathis pour LSD 67 (Serge Safran éditeur)
Ouvrages sélectionnés : Thomas Gunzig, Manuel de survie à l'usage des incapables (Au Diable Vauvert) - Sylvie Germain, Petites scènes capitales (Albin Michel) - Christophe Carpentier, Le culte de la collision (POL) - Hélène Frappat, Lady Hunt (Actes Sud) - Céline Minard, Faillir être flingué (Rivages) - Floc’h et Rivière, Villa mauresque (La Table Ronde)
- Catégorie Non-Fiction

Dominique Kalifa pour Les bas-fonds, Histoire d’un imaginaire  (Seuil) 
Ouvrages sélectionnés :
Alexis Bernier et François Buot, Alain Pacadis, itinéraire d'un dandy punk (Le Mot Et Le Reste) - Yann Stofer, A House Is Not A Home (Éditions Kaiserin) - Olivier Le Carrer, Atlas des lieux maudits  (Arthaud) - L’art brutal de Jean-Louis Costes (Exposition radicale)
- Jury

Président d'honneur : Jean-Pierre Dionnet. Présidente : Cécile Coulon, lauréate du prix précédent, catégorie Fiction.
Membres du jury : pour France Culture : Sandrine Treiner et François Angelier ; pour Obsession : Joseph Ghosn et Philippe Azoury

### 2014
Les lauréats étant divulgués non plus à la fin de l'année, mais au début de la suivante, le prix passe directement à 2015.

### 2015[2]
- Catégorie Fiction

Sylvie Granotier pour Personne n'en saura rien (Albin Michel) 
Ouvrages sélectionnés : Christophe Carpentier, Chaosmos  (POL) - Robert Alexis, L'homme qui s'aime (Le Tripode) - Blutch, Lune l'envers (Dargaud) 
- Catégorie Non-Fiction

Patrick Martinat pour Bascoulard – Dessinateur virtuose, clochard magnifique, femme inventée (les Cahiers dessinés)
Ouvrages sélectionnés :
Maxime Lachaud, Redneck Movies (Rouge Profond) - Antonio Dominguez Leiva, Messaline, impératrice et putain (Éditions du Murmure)
- Jury

[…]

## Festival Mauvais genres
Le prix littéraire a donné naissance à un festival, le Festival Mauvais genres : pour la première année, en 2012, il s'est déroulé en partenariat du Théâtre de la Criée, Théâtre national de Marseille, du 16 au 18 novembre 2012. Pour les éditions suivantes, en partenariat avec le Théâtre du Rond-Point à Paris.